# Abacena
Abacena là một chi bướm đêm thuộc họ Erebidae.

## Các loài
- Abacena accincta Felder và Rogenhofer, 1874
- Abacena discalis Walker, 1865 (đồng nghĩa: Abacena palliceps Felder và Rogenhofer, 1874)
- Abacena rectilinea Hampson, 1918